# Isodactylactis
Genre
Isodactylactis est un genre de cnidaires anthozoaires de la famille des Cerianthidae.

## Liste des espèces
Selon World Register of Marine Species (21 mai 2023) :
- Isodactylactis affinis Calabresi, 1927
- Isodactylactis borealis Widersten, 1998
- Isodactylactis discors (Senna, 1907)
- Isodactylactis elegans (van Beneden, 1897)
- Isodactylactis kempi Leloup, 1964
- Isodactylactis obscura Calabresi, 1927
- Isodactylactis praecox (Senna, 1907)
- Isodactylactis tardiva (Senna, 1907)

## Systématique
Le nom valide complet (avec auteur) de ce taxon est Isodactylactis Carlgren, 1924.